# Male Dole (Vojnik, Slovenija)
Male Dole je naselje u slovenskoj Općini Vojniku. Male Dole se nalazi u pokrajini Štajerskoj i statističkoj regiji Savinjskoj. 

## Stanovništvo
Prema popisu stanovništva iz 2002. godine naselje je imalo 126 stanovnika.